# 카일 스완
카일 스완(Kyle Swann, 1990년 4월 6일 ~ )은 미국의 배우이다.